# Франсуа де Гіз
Франсуа I Лотаринзький (фр. François I le Balafré de Lorraine, duc de Guise; нар. 24 лютого 1519 — пом. 24 лютого 1563) — 2-й герцог Ґіз, на прізвисько Мічений (фр. Ba'afré), син Клода де Гіза і Антуанетти де Вандом. Противник гугенотів, засновник Католицької ліги.

## Діяльність
Франсуа Ґіз до смерті батька носив титул графа Омальського, служив в армії короля Франциска I і був поранений при облозі Булоні в 1545 році. В бою був поранений, після поранення залишився шрам, що дав йому прізвисько. У 1547 р. він отримав титул герцога Омальського, король Генріх II призначив його головним ловчим і першим камергером. Він розділяв фавор короля з конетаблем Анном де Монморансі. У 1550 р. Франсуа успадкував герцогство Гіз і незабаром став принцом де Жуанвіль. У 1552 р. він очолив оборону Меца від наступу військ Карла V і змусив його відступити з втратою в 30 000. У 1554 р. Гіз знову розбив імперські війська при Ренті. У 1557 р. внаслідок інтриг Монморансі Гіз був висланий з Парижа і призначений командиром армії в Італії. Здобув славу полководця, діючи проти іспанської армії. Також керував успішним взяттям англійського порту Кале 6 січня 1558 р. — останньої твердині англійців у Франції.

## Війна з гугенотами
Новий король Франциск II усунув Монморансі й призначив новим конетаблем і головним намісником Гіза, який розділив свою владу з братом, кардиналом Карлом Лотаринзьким. Бурбони, як перші принци крові, проголосили себе радниками короля, але їх вплив був незначним. Їхній лідер, Антуан де Бурбон, мав одну мету — повернути Наварру, захоплену іспанцями. Об'єднавшись зі своїм братом, принцом Конде, він задумав скинути Гізів. Герцог Гіз був призначений генерал-губернатором королівства в 1560 році та мав завдання очистити країну від гугенотів. Його безжалісність і жорстокість викликали ненависть жителів. При Карлі IX головною фігурою у Франції стала королева Катерина Медічі. Призначивши себе регентом, королева відновила владу сім'ї Монморансі. Різке піднесення Бурбонів, лідерів гугенотів, змусило примиритися давніх ворогів — Гізів і Монморансі. У березні 1561 р. разом з маршалом Жаком д'Альбоном де Сен-Андре вони склали тріумвірат. В результаті 19 грудня в битві при Дре гугеноти були розбиті. Але Монморансі узятий в полон і Сен-Андре був убитий. Після падіння Конде, який був узятий в полон католиками, вождем гугенотів став адмірал Коліньї. У таборі католиків положення теж змінилося — після відходу Монморансі та д'Альбона Гіз став командувачем королівської армії. Франсуа Гіз вирішив обложити Орлеан, але в лютому 1563 р. його смертельно поранив фанатик-убивця.

## Особисте життя
Гіза так боялися іспанці, що прозвали його «гранд Каптейн де Гіза». Герцог був одружений з Анною д'Есте (1531—1607), донькою герцога Феррарського і Ренатою Французькою, внучкою короля Людовика XII, яка народила 6 синів і дочку. Анна перша звинуватила Коліньї в убивстві чоловіка. Незабаром вона стала дружиною Якова Савойського.